# Goodnight Vienna
Goodnight Vienna é o quarto álbum de estúdio de Ringo Starr. Foi gravado em 1974, durante o verão daquele ano em Sunset Studios, em Los Angeles, com o produtor Richard Perry e a companhia de músicos como Elton John, Jim Keltner, John Lennon, Harry Nilsson, Vini Poncia, Billy Preston, Klaus Voormann.

## Antecedentes e gravação
Enquanto todos os outros três ex-Beatles contribuíram para Ringo (1973), apenas John Lennon contribuiu para Goodnight Vienna. Em 17 de junho de 1974, Starr ligou para Lennon, que estava prestes a gravar o álbum Walls and Bridges, e pediu-lhe que escrevesse uma canção que pudesse incluir em seu próximo álbum. Lennon escreveu o que se tornou a faixa-título, "Goodnight Vienna". Uma demo de "(It's All Down to) Goodnight Vienna" foi gravada por Lennon em 28 de junho, com os músicos de sessão de Walls & Bridges e enviada a Starr antes das sessões. Além de escrever e tocar piano na faixa-título, Lennon sugeriu que Starr fizesse uma versão de "Only You (And You Alone)", de The Platters, tocando violão e fornecendo um vocal guia para Starr seguir. As versões de Starr de "Only You (And You Alone)" e "(It's All Down to) Goodnight Vienna" foram gravadas em uma sessão produzida por Lennon. Elton John também contribuiu com uma faixa, "Snookeroo", composta em paerceria com Bernie Taupin. Harry Nilsson deu a faixa "Easy for Me", da qual mais tarde gravou sua própria versão para o álbum Duit on Mon Dei.

## Faixas
1. "(It's All Da-Da-Down To) Goodnight Vienna" (John Lennon) – 2:35
2. "Occapella" (Allen Toussaint) – 2:55
3. "Oo-Wee" (Vini Poncia/Ringo Starr) – 3:45
4. "Husbands And Wives" (Roger Miller) – 3:34
5. "Snookeroo" (Elton John/Bernie Taupin) – 3:27
6. "All By Myself" (Vini Poncia/Ringo Starr) – 3:21
7. "Call Me" (Ringo Starr) – 4:07
8. "No No Song" (Hoyt Axton/David Jackson) – 2:33
9. "Only You (And You Alone)" (Buck Ram/Ande Rand) – 3:26
10. "Easy For Me" (Harry Nilsson) – 2:20
11. "Goodnight Vienna (Reprise)" (John Lennon) – 1:20